# Zpomalovací práh

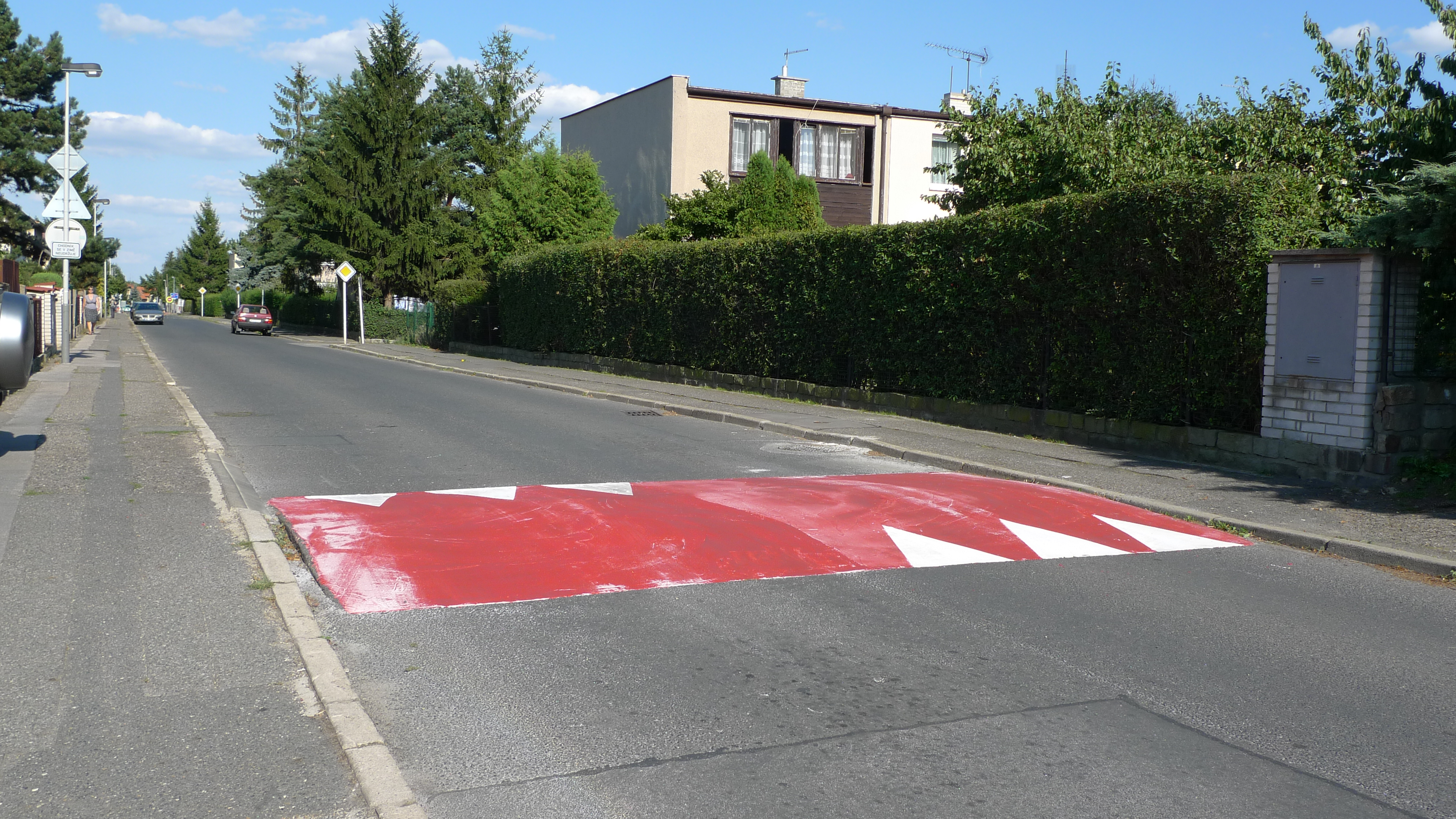
Příčný práh v Horních Počernicích

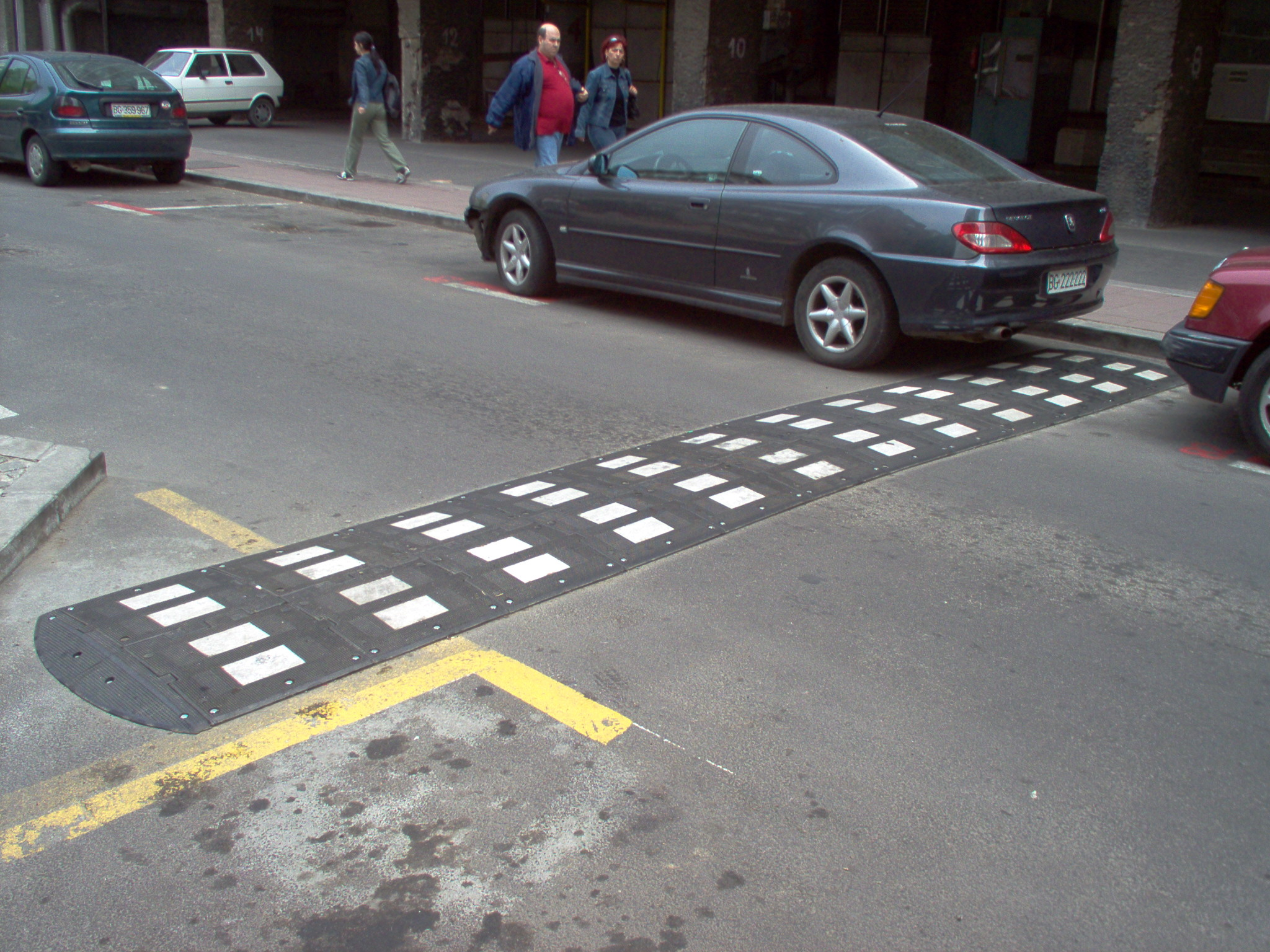
Montovaný příčný práh v Bělehradě

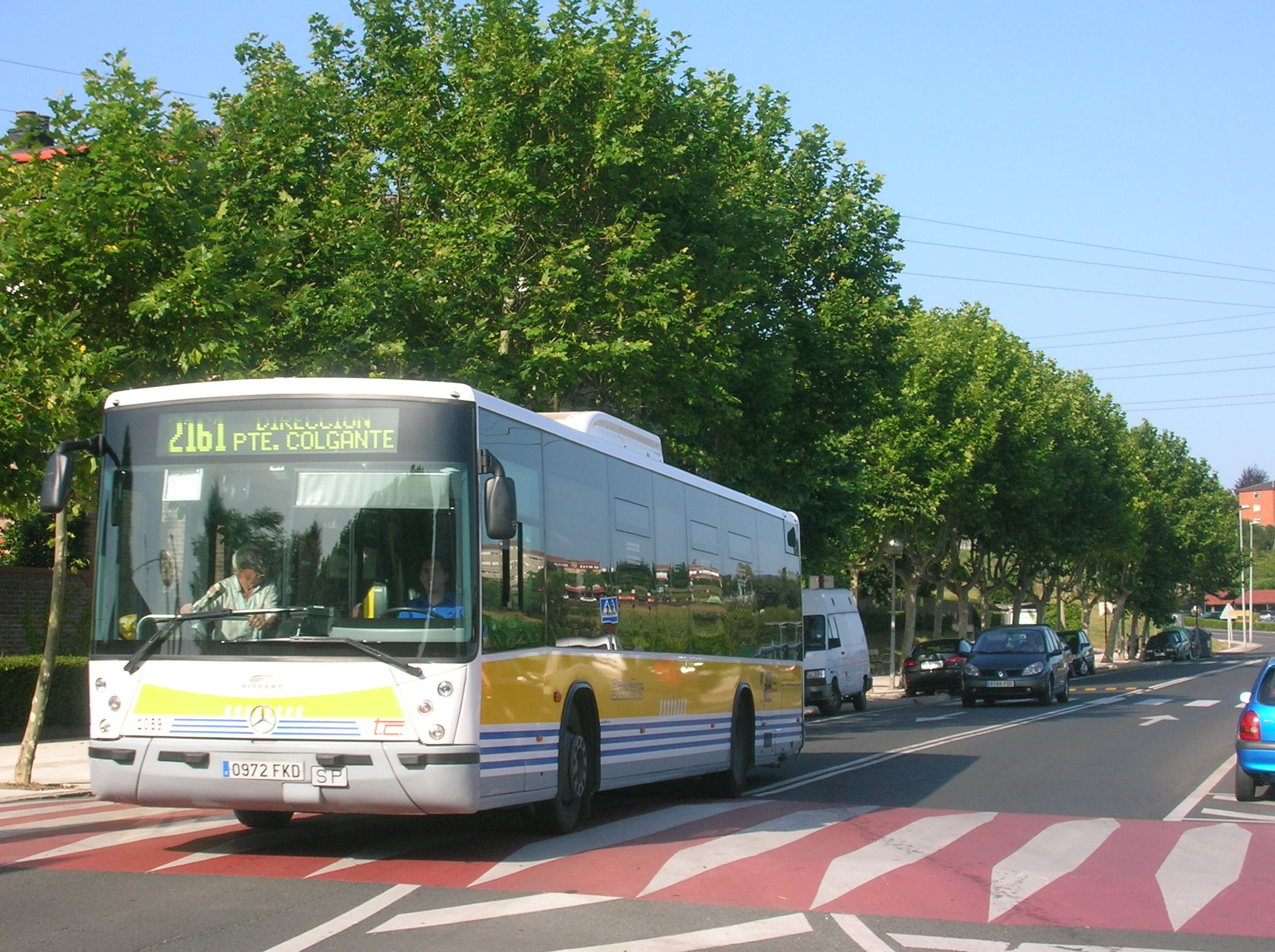
Zvýšený přechod pro chodce ve Španělsku

Zpomalovací práh (též příčný práh, retardér nebo ležící policajt) je uměle zvýšené místo na vozovce pozemní komunikace, jehož cílem je donutit řidiče silničních vozidel k pomalé jízdě. Obvykle se používá v kombinaci s dopravními značkami omezujícími rychlost.
Jinými prostředky k dopravnímu zklidnění komunikace jsou například zúžení vozovky, náhlá změna směrových podmínek (šikana), změna barvy nebo jiná změna povrchu vozovky, opticko-akustická brzda. Tyto prvky mohou být různě kombinovány. Podobný efekt i vzhled jako zpomalovací práh může mít kabelový most, jehož účelem však není zpomalení provozu, ale umožnění přejezdu přes kabely vedené po povrchu vozovky.

## Provedení
Příčný práh je tvořen buď demontovatelnými díly připevněnými k vozovce, nebo stavebním zvýšením samotné vozovky. Demontovatelné prahy mají zpravidla strmější nájezdy a vynucují si tak téměř zastavení vozidla, zatímco v případě stavebního zvýšení vozovky bývá nájezd tvořen pozvolně šikmou plochou. Speciálními případy příčného prahu jsou zvýšený přechod pro chodce (spolu s barevným zvýrazněním tato úprava zvýrazňuje přechod pro řidiče, zároveň je touto úpravou řešen bezbariérový přístup na přechod) a tramvajová zastávka vídeňského typu. Příčné prahy bývají zvýrazňovány vodorovným i svislým dopravním značením, případně též dalšími reflexními prvky (například odrazkami).

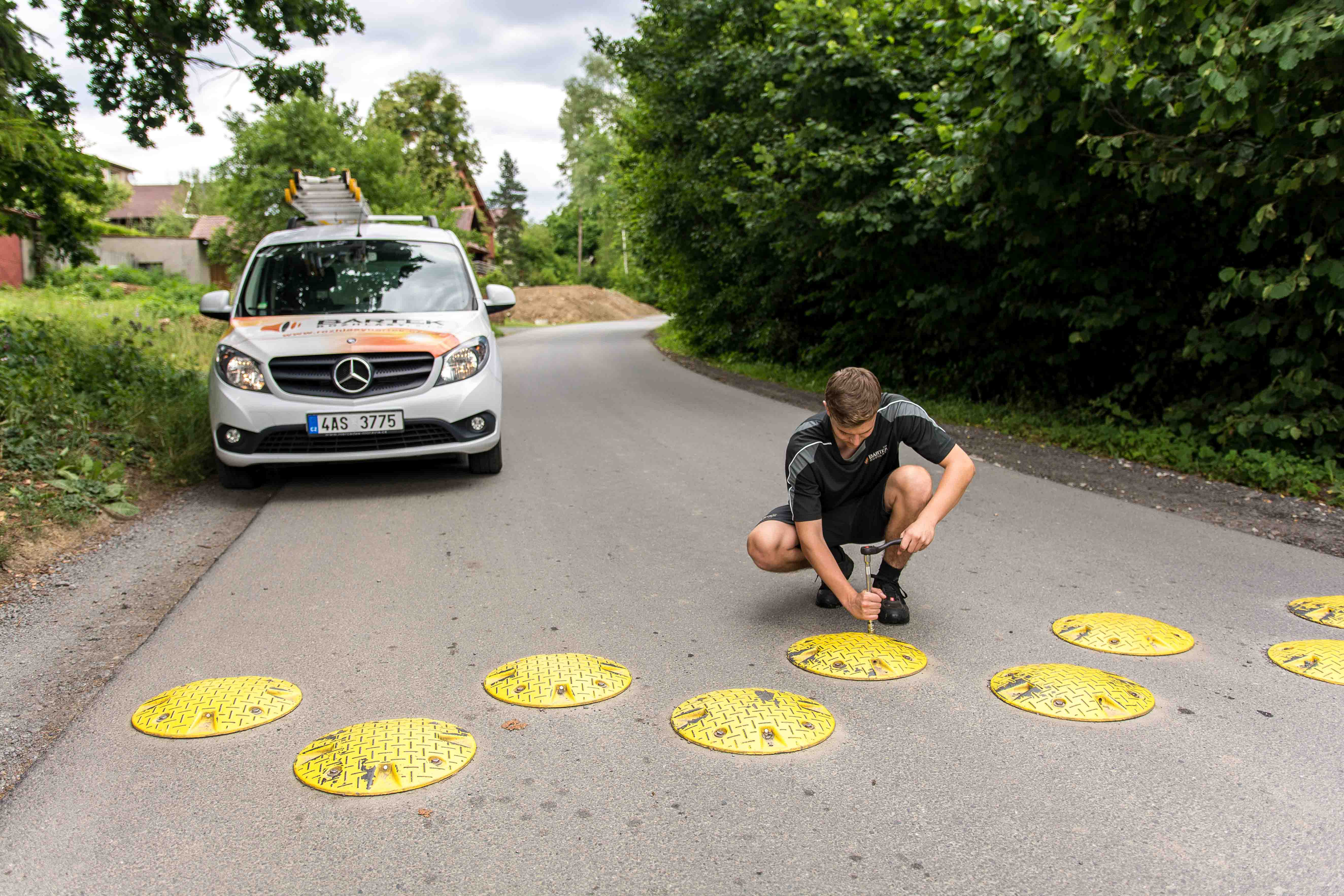
Zpomalovací polštáře

Dalším typem zpomalovacího prostředku, se kterým se účastníci pozemní komunikace mohou setkat, jsou například zpomalovací polštáře.

## Přínos a spornost
Příčné prahy se užívají zejména na komunikacích v obytných čtvrtích, zejména v blízkosti škol či přechodů pro chodce. Tím, že účinně přinutí projíždějící řidiče výrazně zpomalit jízdu, pomáhají chránit místní obyvatele a chodce před případnými kolizemi.
Jejich přínos však někteří označují za sporný, protože takto vynucené zpomalení dopravy považují někteří řidiči za nepřiměřené. Výrazně zvyšují opotřebení vozidel (nápravy a tlumiče pérování). Obyvatelům může vadit zvýšení hlučnosti i prašnosti průjezdu vozidel, prodloužení doby jejich průjezdu a zvýšení množství spalovacích zplodin vlivem zpomalení a opětovného rozjezdu každého vozidla. Pokud jsou zpomalovací prahy umístěny na čerstvě rekonstruovanou komunikaci, bývá upozorňováno na paradox, že výsledný efekt je podobný stavu před opravou, kdy řidiče nutil k pomalé jízdě špatný stavební stav komunikace. Ztížen je i úklid sněhu, při němž může docházet k poškozování prahů i úklidové techniky.
Britská automobilová asociace údajně provedla výzkum srovnání spotřeby paliva při stálé rychlosti 30 mph (48 km/h) oproti jízdě přes zpomalovací prahy a zjistila vzrůst spotřeby ze 4,9 na 9,1 litrů/100 km. Při prostém snížení rychlosti ze 30 na 20 mph (32 km/h) stoupla spotřeba jen o 10 %. Podobný výzkum údajně provedla britská Laboratoř dopravního výzkumu, podle níž na silnicích se zpomalovacími prahy jsou zvýšeny emise oxidu uhelnatého až o 82 % a oxidu dusného až o 37 %.
Občas dochází ke krádežím zpomalovacích prahů, jichž se mohou dopouštět jejich odpůrci.
Příčné prahy také znemožňují rychlý průjezd vozidel integrovaného záchranného systému.

## Zpomalovací prahy v Česku
Podmínky pro umisťování příčných prahů stanovilo ministerstvo dopravy v roce 1996. V českých pravidlech silničního provozu je příčný práh zmiňován s účinností od 30. ledna 2001 ve vyhlášce č. 30/2001 Sb., pod dvěma různými názvy: výstražná dopravní značka A 7b nese název „Zpomalovací práh“ (do ledna 2001 měla podobu značky „Nerovnost vozovky“ s textovou dodatkovou tabulkou „Příčný práh“ a dodatkovou tabulkou se vzdáleností), avšak samo dopravní zařízení Z 12 se jmenuje „Krátký příčný práh“. Krátký příčný práh je definován v § 26 odst. 1 písm. n) vyhlášky č. 30/2001 Sb., avšak jeho užití ministerstvo ve vyhlášce opomnělo stanovit. Prahy mohou být umístěny i mimo vozovku, například v kombinaci s vodorovnou dopravní značkou V 13a „Šikmé rovnoběžné čáry“. Z uvedení příčného prahu mezi dopravními zařízeními ministerstvo dopravy ve svém výkladu vyvozuje, že rozhodování o umístění nebo odstranění prahu je stanovením místní úpravy provozu a rozhoduje se tedy o něm podobně jako o umístění dopravních značek. Příčné prahy ve vyznačené obytné zóně se označují informativní dopravní značkou IP 2.
Technické podmínky TP-85 v části věnované názvosloví (1.2) uvádějí: „Zpomalovací práh je stavebně-dopravní zařízení ke snížení nežádoucích rychlostí vozidel nebo k dodržování dovolených rychlostí vozidel na místních komunikacích. Toto zařízení působí na řidiče nejen opticky a zvukově, ale především fyzicky umělou změnou výškových podmínek na vozovce, která ovlivní průjezd vozidla. K odlišení od opticko-akustických brzd se zavádí nadvýšení 15 mm jako hraniční“. Dále rozdělují zpomalovací prahy na tyto typy:
- Široký příčný práh
- Úzký příčný práh
- Zpomalovací polštář
- Široký příčný práh integrovaný s přechodem pro pěší
- Zvýšená plocha

Podle technických podmínek TP 85 se zpomalovací prahy používají zásadně jen na místních komunikacích, především funkčních tříd D1 a C1 až C3, za určitých podmínek i na průtazích silnic III. tříd obcemi (funkční třída B2), je-li na nich větší intenzita chodců. Výjimky může schválit ministerstvo dopravy.
V Praze byly při druhé etapě rekonstrukce tramvajové trati na Černokostelecké ulici v roce 2002 použity příčné prahy ke zvýraznění zákazu vjezdu na zatravněný traťový svršek tramvajového pásu. Takzvané „pozitivně negativní retardéry“ jsou tvořeny tzv. „pozitivním retardérem“, tj. příčným prahem o výšce cca 3 cm mezi kolejnicemi, a „negativním retardérem“, tj. asi 1 m širokým pásem otevřeného svršku, tedy prohlubně oproti niveletě hlavy kolejnic.
Zpomalovací prahy se vyrábějí v různých provedeních. Například firma Doznač nabízí plastové, kovovou kostrou vyztužené dílce, které se k vozovce připevňují pomocí vrutů nebo šroubů, přičemž pro vyšší provedení (výška 60 mm) je udávána nominální rychlost 10 km/h a pro nižší provedení (výška 50 mm) 20 km/h, ve směru jízdy je délka prahu 430 mm. Cena včetně montáže je kolem 2000 Kč na jeden metr šířky prahu. Firma ADOZ nabízí tři typové řady: vysoce účinný typ CZ (šířka po směru jízdy je 430 mm), méně hlučný typ SES (šířka po směru jízdy je 600 až 900 mm) a zpomalovací polštář). Provedení pro rychlost 40 km/h mají výšku 30 mm, provedení pro rychlost 20 km/h nebo 30 km/h mají výšku 50 mm a provedení pro rychlost 10 km/h má výšku 60 mm. Firma Kwesto dodává varianty prahů pro rychlosti 10, 20 a 50 km/h, o výškách 60, 50 a 30 mm. V pokynech k montáži bývá upozornění, že nesmí být narušeno odvodnění komunikace.

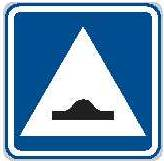
Česká informativní dopravní značka IP 2 „Zpomalovací práh“
Česká výstražná dopravní značka A 7b „Pozor, zpomalovací práh!“
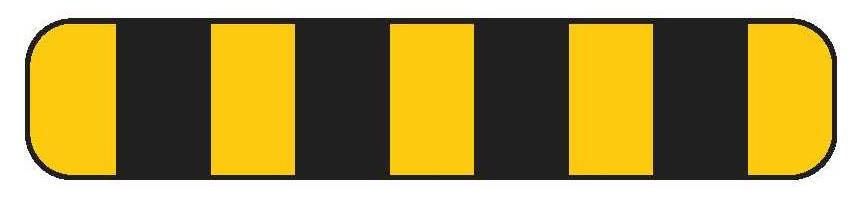
„Krátký příčný práh“ je zobrazen v české vyhlášce č. 30/2001 Sb. (účinné od 31. ledna 2001) jako dopravní zařízení č. Z 12.